# عصام أبو بكر
عصام عبد الرازق رشيد أبو بكر ‏(وُلد في 25 يناير 1957 في النقرة، الكويت) سياسي فلسطيني وأسير مُحرر، كان محافظًا لمحافظة سلفيت بين عامي 2010–2014، ومحافظًا لمحافظة طولكرم بين عامي 2014 و2023.

## الحياة العملية
وُلد في النقرة بالكويت عام 1957. تلقى تعليمه الابتدائي بين الكويت ومدينة قلقيلية، ودرس المرحلتين الإعدادية والثانوية في نابلس. درس تخصص إدارة الأعمال فرعي علم نفس في جامعة النجاح الوطنية.
كان أمين سرٍ لحركة فتح في نابلس. وفي 1 أبريل 1997، عُين مديرًا عامًا في وزارة الداخلية الفلسطينية. وفي 18 مارس 2003، عُين وكيلًا مساعدًا في وزارة الداخلية الفلسطينية. وفي 11 أبريل 2010، عُين محافظًا لمحافظة سلفيت.
في 29 ديسمبر 2014، نُقل من منصبه محافظًا لمحافظة سلفيت، وعُين محافظًا لمحافظة طولكرم.
في 4 ديسمبر 2016 فازَ بانتخابات المجلس الثوري الفلسطيني والتي عُقدت أثناء المؤتمر السابع لحركة فتح وصار عضوًا فيه.
في 5 مارس 2020 اختير عضوًا في مجلس أمناء جامعة فلسطين التقنية "خضوري" في طولكرم بقرارٍ صادرٍ عن الرئيس الفلسطيني محمود عباس واستمر حتى 15 يناير 2023.
أُحيل للتقاعد من منصبه محافظًا لمحافظة طولكرم في 10 أغسطس 2023.

## أوسمة
في 17 أغسطس 2023، منحه الرئيس محمود عباس نجمة الاستحقاق من وسام دولة فلسطين، وسلمهم إياه خلال لقاءه لتكريم المحافظين المحالين للتقاعد في 20 أغسطس 2023.